# Peridroma borneochracea
Peridroma borneochracea là một loài bướm đêm trong họ Noctuidae.